# Szerdahelyi-patak
A Szerdahelyi-patak a Kőszegi-hegységben az Írott-kőtől (883 m) keletre lévő Asztal-kő (765 m) északi-keleti lejtőjén ered Velem község felett. A patak a Hosszú-völgyön keresztül éri el Velem belterületét, majd a ma már Múzeummalomként működő velemi- (Schulter)-malomnál Kőszegszerdahelyt. Kőszegszerdahely lakott területét elhagyva a Tilamos- és a Doroszlói-erdők alatt, azoktól északra folytatja útját kelet felé. Kis részen érinti Kőszegdoroszló belterületének déli végét, majd közvetlenül Lukácsháza előtt torkollik a Gyöngyös-patakba.

## Földrajzi helyzet
A patak forrásvidéke Magyarország egyik legimpozánsabb jura-kréta korú metamorf kristályos pala, kvarcfillit és mészfillit előfordulási helyének számít. Az Asztal-kő hegy északkeleti völgyében - a területet Stájer-kertnek is nevezik - három egymáshoz közeli forrás vízéből keletkezik a Szerdahelyi-patak. Az Asztal-kő túlsó, déli völgyében lévő Szénégető-kútból pedig a Bozsoki patak ered, amely a Bozsoktól nyugatra eredő Arany-patakkal Bucsu község előtt egyesülve Arany-patakként folytatja útját.  Az Asztalkő-hegy két oldalán eredő patakok vize tehát, ha Gencsapátinál nem terelik a Gyöngyös-patak vízét a valószínűleg már a rómaiak által is használt gáttal (Római-gát vagy Módos-gát) a mesterséges mederbe, a szombathelyi Múzeumfalu után, a Tófürdőtől északra találkozik újra a Perint és az Arany-patak összefolyásaként.
Velem felett a Péterics-hegy a vízválasztó a Szerdahelyi-patak és a Bozsoki-patak között. A 601 m magas hegy mind kőzetanyaga, mind növényzete jellegzetes. A hegy sziklafalainak anyaga fillit, jellegzetes növényzete pedig a sziklai erdeifenyves. A Péterics-hegyet a tőle északkeletre lévő, 589 m magas Szent Vid-hegytől a Szerdahelyi-patak által kivájt Hosszú-völgy választja el. A völgyoldalakban kis lejtésű lejtőrészletek, terasszerű félsíkok különíthetők el, ami a völgyoldalak kialakulását követő talaj lepusztulásra utal.

## Mellékvízei
- Cáki-patak

## Külső hivatkozások
- Írottkő Natúrpark honlapja
- Az Írott-kő Asztal-kő közötti kvarcfillit feltárások, Velem, Kőszegi-hegység
- A Vasi Szemle 2001/01. számának tartalomjegyzéke